# Bankura (district)
Bankura is een district van de Indiase staat West-Bengalen. Het district telt 3.191.822 inwoners (2001) en heeft een oppervlakte van 6882 km².
Hoofdstad: Calcutta (Kolkata)
Districten:
Divisie Bardhaman: Birbhum · Hooghly · Paschim Bardhaman · Purba Bardhaman
Divisie Jalpaiguri: Alipurduar · Cooch Behar · Darjeeling · Jalpaiguri · Kalimpong
Divisie Malda: Dakshin Dinajpur · Malda · Murshidabad · Uttar Dinajpur
Divisie Medinipur: Bankura · Jhargram · Paschim Medinipur · Purba Medinipur · Purulia
Presidency divisie: Calcutta · Dakshin 24 Parganas · Haora · Nadia · Uttar 24 Parganas